# CEV Champions League 2024-2025 (maschile)
La CEV Champions League 2024-2025, 66ª edizione della Champions League maschile di pallavolo, si è svolta dal 17 settembre 2024 al 18 maggio 2025: al torneo hanno partecipato trentaquattro squadre di club europee e la vittoria finale è andata per la prima volta alla Sir Safety Perugia.

## Regolamento

### Formula
La formula ha previsto:
- Fase di qualificazione, strutturata con tre turni ad eliminazione diretta con gare di andata e ritorno: le due squadre vincenti al terzo turno hanno acceduto alla fase a gironi, mentre le squadre eliminate al primo turno sono state ammesse ai trentaduesimi di finale della Coppa CEV e quelle eliminate al secondo e terzo turno ai sedicesimi di finale della medesima competizione;
- Fase a gironi, disputata con girone all'italiana, con gare di andata e ritorno, per un totale di sei giornate: la prima classificata di ogni girone ha acceduto ai quarti di finale della fase ad eliminazione diretta, la seconda classificata e la migliore terza classificata hanno acceduto ai Play-off della fase a eliminazione diretta, mentre le ulteriori squadre classificate al terzo posto hanno acceduto ai quarti di finale dalla Coppa CEV;
- Fase a eliminazionale diretta, disputata con:
  - Play-off e quarti di finale giocati con gare di andata e ritorno;
  - Semifinali, finale terzo posto e finale, giocate in gara unica.

Per la presenza di 35 squadre iscritte, di cui 17 a competere nella fase di qualificazione, la formula aveva previsto un turno preliminare tra le tre squadre delle federazioni con il più basso ranking CEV (Cipro, Lettonia ed Ucraina) con un girone all'italiana con partite di sola andata da disputarsi dal 10 al 12 settembre 2024 a Jēkabpils, in Lettonia. Dato il ritiro della squadra ucraina del Prometej, causa cessazione delle attività, il turno non ha avuto luogo e Jēkabpils Lūši e Omonia hanno acceduto direttamente al primo turno della fase di qualificazione.

### Criteri di classifica
Se il risultato finale è stato di 3-0 o 3-1 sono stati assegnati 3 punti alla squadra vincente e 0 a quella sconfitta, se il risultato finale è stato di 3-2 sono stati assegnati 2 punti alla squadra vincente e 1 a quella sconfitta.
L'ordine del posizionamento in classifica è stato definito in base a:
- Numero di partite vinte;
- Punti;
- Ratio dei set vinti/persi;
- Ratio dei punti realizzati/subiti;
- Risultati degli scontri diretti.

## Squadre partecipanti
| - Tirol - Maaseik - Roeselare - Radnik Bijeljina - Levski Sofia - Omonia - HAOK Mladost - TalTech - Chaumont | - Saint-Nazaire - Charlottenburg - Giesen - Lüneburg - Olympiakos - Milano - Powervolley Milano - Sir Safety Perugia - Jēkabpils Lūši | - Strumica - Budva - Orion - Jastrzębski Węgiel - Projekt Warszawa - Warta Zawiercie - Benfica - České Budějovice - Corona Brașov | - Stella Rossa - ACH Volley - Guaguas - Schönenwerd - Fenerbahçe - Halkbank - Prometej - Kaposvár |

## Torneo

### Fase di qualificazione

#### Tabellone
Gli accoppiamenti del primo turno sono stati stabiliti mediante sorteggio, tenutosi a Lussemburgo il 16 luglio 2024.
|  | Primo turno      | Primo turno | Primo turno |  |  | Secondo turno | Secondo turno | Secondo turno |   |   | Terzo turno   | Terzo turno | Terzo turno |  |
|  |                  |             |             |  |  |               |               |               |   |   |               |             |             |  |
|  | Kaposvár         | 0           | 0           |  |  |               |               |               |   |   |               |             |             |  |
|  | Tirol            | 3           | 3           |  |  | Tirol         | 3             | 3             |   |   |               |             |             |  |
|  | Budva            | 1           | 2           |  |  | HAOK Mladost  | 0             | 1             |   |   |               |             |             |  |
|  | HAOK Mladost     | 3           | 3           |  |  |               |               |               |   |   | Tirol         | 3           | 3           |  |
|  | TalTech          | 3           | 113         |  |  |               |               | Orion         | 0 | 0 |               |             |             |  |
|  | Orion            | 0           | 315         |  |  | Orion         | 3             | 3             |   |   |               |             |             |  |
|  | Omonia           | 0           | 0           |  |  | Stella Rossa  | 0             | 0             |   |   |               |             |             |  |
|  | Stella Rossa     | 3           | 3           |  |  |               |               |               |   |   |               |             |             |  |
|  | Jēkabpils Lūši   | 1           | 1           |  |  |               |               |               |   |   |               |             |             |  |
|  | Schönenwerd      | 3           | 3           |  |  | Schönenwerd   | 1             | 3             |   |   |               |             |             |  |
|  | Radnik Bijeljina | 0           | 0           |  |  | Corona Brașov | 3             | 2             |   |   |               |             |             |  |
|  | Corona Brașov    | 3           | 3           |  |  |               |               |               |   |   | Corona Brașov | 0           | 0           |  |
|  | Strumica         | 0           | 0           |  |  |               |               | Olympiakos    | 3 | 3 |               |             |             |  |
|  | Olympiakos       | 3           | 3           |  |  | Olympiakos    | 3             | 2             |   |   |               |             |             |  |
|  | Guaguas          | 3           | 115         |  |  | Guaguas       | 0             | 3             |   |   |               |             |             |  |
|  | Benfica          | 1           | 311         |  |  |               |               |               |   |   |               |             |             |  |

#### Primo turno

##### Andata
| 18 settembre 2024 Kaposvár Aréna, Kaposvár Durata: 1h:13 - Spettatori: 1 768               | Kaposvár         | 0 - 3 | Tirol         | 15-25, 16-25, 24-26        |
| 18 settembre 2024 Mediteranski Sportski Centar, Budua Durata: 1h:53 - Spettatori: 380      | Budva            | 1 - 3 | HAOK Mladost  | 25-22, 24-26, 20-25, 20-25 |
| 19 settembre 2024 Kalevi spordihall, Tallinn Durata: 1h:21 - Spettatori: 385               | TalTech          | 3 - 0 | Orion         | 25-20, 25-21, 25-21        |
| 19 settembre 2024 Eleftheria Indoor Hall, Nicosia Durata: 1h:24 - Spettatori: 650          | Omonia           | 0 - 3 | Stella Rossa  | 22-25, 23-25, 14-25        |
| 18 settembre 2024 Jēkabpils Sporta halle, Jēkabpils Durata: 1h:44 - Spettatori: 1 050      | Jēkabpils Lūši   | 1 - 3 | Schönenwerd   | 16-25, 25-23, 14-25, 21-25 |
| 19 settembre 2024 SD Arena Gradiška, Bosanska Gradiška Durata: 1h:19 - Spettatori:         | Radnik Bijeljina | 0 - 3 | Corona Brașov | 20-25, 22-25, 15-25        |
| 17 settembre 2024 Sportska sala Park, Strumica Durata: 1h:09 - Spettatori: 1 150           | Strumica         | 0 - 3 | Olympiakos    | 15-25, 17-25, 15-25        |
| 18 settembre 2024 Centro Insular de Deportes, Las Palmas Durata: 2h:03 - Spettatori: 1 200 | Guaguas          | 3 - 1 | Benfica       | 27-25, 25-20, 21-25, 26-24 |

##### Ritorno
| 25 settembre 2024 Olympiahalle, Innsbruck Durata: 1h:11 - Spettatori: 990             | Tirol         | 3 - 0 | Kaposvár         | 25-19, 25-21, 25-21                          |
| 26 settembre 2024 Dom odbojke Bojan Stranić, Zagabria Durata: 2h:23 - Spettatori: 200 | HAOK Mladost  | 3 - 2 | Budva            | 23-25, 37-39, 25-15, 26-24, 15-13            |
| 25 settembre 2024 SaZa Topsporthal, Doetinchem Durata: 2h:10 - Spettatori: 888        | Orion         | 3 - 1 | TalTech          | 20-25, 25-20, 25-17, 25-19 Golden set: 15-13 |
| 24 settembre 2024 Sportski centar Voždovac, Belgrado Durata: 1h:12 - Spettatori: 180  | Stella Rossa  | 3 - 0 | Omonia           | 25-22, 25-18, 25-19                          |
| 25 settembre 2024 Betoncoupe Arena, Schönenwerd Durata: 1h:41 - Spettatori: 850       | Schönenwerd   | 3 - 1 | Jēkabpils Lūši   | 25-23, 25-22, 17-25, 25-19                   |
| 25 settembre 2024 SS Colibași, Brașov Durata: 1h:17 - Spettatori: 1 045               | Corona Brașov | 3 - 0 | Radnik Bijeljina | 25-15, 25-19, 25-19                          |
| 24 settembre 2024 AK Melina Merkourī, Rentis Durata: 1h:17 - Spettatori: 250          | Olympiakos    | 3 - 0 | Strumica         | 25-19, 25-17, 25-21                          |
| 25 settembre 2024 Pavilhão da Luz Nº 2, Lisbona Durata: 2h:33 - Spettatori: 632       | Benfica       | 3 - 1 | Guaguas          | 25-17, 21-25, 26-24, 31-29 Golden set: 11-15 |

#### Secondo turno

##### Andata
| 2 ottobre 2024 Olympiahalle, Innsbruck Durata: 1h:05 - Spettatori: 800        | Tirol       | 3 - 0 | HAOK Mladost  | 25-16, 25-14, 25-18        |
| 2 ottobre 2024 SaZa Topsporthal, Doetinchem Durata: 1h:23 - Spettatori: 1 000 | Orion       | 3 - 0 | Stella Rossa  | 26-24, 25-20, 25-20        |
| 1º ottobre 2024 Betoncoupe Arena, Schönenwerd Durata: 1h:52 - Spettatori: 700 | Schönenwerd | 1 - 3 | Corona Brașov | 25-18, 23-25, 21-25, 26-28 |
| 2 ottobre 2024 AK Melina Merkourī, Rentis Durata: 1h:44 - Spettatori: 400     | Olympiakos  | 3 - 0 | Guaguas       | 25-21, 32-30, 25-23        |

##### Ritorno
| 10 ottobre 2024 Dom odbojke Bojan Stranić, Zagabria Durata: 1h:39 - Spettatori: 70 | HAOK Mladost  | 1 - 3 | Tirol       | 23-25, 25-20, 18-25, 17-25        |
| 8 ottobre 2024 Sportski centar Voždovac, Belgrado Durata: 1h:16 - Spettatori: 275  | Stella Rossa  | 0 - 3 | Orion       | 20-25, 20-25, 19-25               |
| 8 ottobre 2024 SS Colibași, Brașov Durata: 2h:23 - Spettatori: 1 230               | Corona Brașov | 2 - 3 | Schönenwerd | 21-25, 23-25, 25-15, 38-36, 11-15 |
| 10 ottobre 2024 Gran Canaria Arena, Las Palmas Durata: 1h:49 - Spettatori: 1 200   | Guaguas       | 3 - 2 | Olympiakos  | 25-17, 5-25, 17-25, 25-22, 19-17  |

#### Terzo turno

##### Andata
| 17 ottobre 2024 Olympiahalle, Innsbruck Durata: 1h:10 - Spettatori: 850 | Tirol         | 3 - 0 | Orion      | 25-22, 25-22, 25-16 |
| 17 ottobre 2024 SS Colibași, Brașov Durata: 1h:16 - Spettatori: 1 250   | Corona Brașov | 0 - 3 | Olympiakos | 20-25, 19-25, 20-25 |

##### Ritorno
| 23 ottobre 2024 SaZa Topsporthal, Doetinchem Durata: 1h:16 - Spettatori: 1 200 | Orion      | 0 - 3 | Tirol         | 20-25, 21-25, 24-26 |
| 22 ottobre 2024 AK Melina Merkourī, Rentis Durata: 1h:38 - Spettatori: 500     | Olympiakos | 3 - 0 | Corona Brașov | 25-23, 30-28, 25-23 |

### Fase a gironi
Le squadre sono state divise in cinque gironi mediante sorteggio.
| Girone A         | Girone B   | Girone C           | Girone D           | Girone E           |
| ---------------- | ---------- | ------------------ | ------------------ | ------------------ |
| Charlottenburg   | Milano     | Warta Zawiercie    | Sir Safety Perugia | Jastrzębski Węgiel |
| Projekt Warszawa | Giesen     | Powervolley Milano | Halkbank           | Lüneburg           |
| Maaseik          | Fenerbahçe | Roeselare          | Saint-Nazaire      | Chaumont           |
| ACH Volley       | Olympiakos | Tirol              | České Budějovice   | Levski Sofia       |

#### Girone A

##### Risultati
| 12 novembre 2024 Max-Schmeling-Halle, Berlino Durata: 1h:54 - Spettatori: 4 836 | Charlottenburg   | 3 - 1 | ACH Volley       | 25-20, 23-25, 26-24, 25-21       |
| 12 novembre 2024 Arena Ursynów, Varsavia Durata: 1h:16 - Spettatori: 1 600      | Projekt Warszawa | 3 - 0 | Maaseik          | 25-9, 25-17, 25-21               |
| 20 novembre 2024 Steengoed Arena, Maaseik Durata: 1h:35 - Spettatori: 1 500     | Maaseik          | 0 - 3 | Charlottenburg   | 16-25, 20-25, 30-32              |
| 21 novembre 2024 Hala Tivoli, Lubiana Durata: 1h:46 - Spettatori: 3 561         | ACH Volley       | 1 - 3 | Projekt Warszawa | 21-25, 19-25, 26-24, 17-25       |
| 3 dicembre 2024 Hala Torwar, Varsavia Durata: 1h:23 - Spettatori: 3 505         | Projekt Warszawa | 3 - 0 | Charlottenburg   | 25-22, 25-21, 25-22              |
| 4 dicembre 2024 Hala Tivoli, Lubiana Durata: 2h:21 - Spettatori: 3 142          | ACH Volley       | 2 - 3 | Maaseik          | 21-25, 25-22, 25-19, 25-27, 9-15 |
| 18 dicembre 2024 Max-Schmeling-Halle, Berlino Durata: 1h:58 - Spettatori: 5 116 | Charlottenburg   | 3 - 1 | Maaseik          | 25-12, 21-25, 25-22, 25-19       |
| 17 dicembre 2024 Hala Torwar, Varsavia Durata: 1h:16 - Spettatori: 3 000        | Projekt Warszawa | 3 - 0 | ACH Volley       | 25-23, 25-13, 25-17              |
| 16 gennaio 2025 Hala Tivoli, Lubiana Durata: 1h:29 - Spettatori: 2 234          | ACH Volley       | 0 - 3 | Charlottenburg   | 24-26, 18-25, 18-25              |
| 15 gennaio 2025 Steengoed Arena, Maaseik Durata: 1h:24 - Spettatori: 1 200      | Maaseik          | 0 - 3 | Projekt Warszawa | 19-25, 22-25, 23-25              |
| 29 gennaio 2025 Max-Schmeling-Halle, Berlino Durata: 1h:53 - Spettatori: 5 236  | Charlottenburg   | 1 - 3 | Projekt Warszawa | 25-23, 17-25, 18-25, 21-25       |
| 29 gennaio 2025 Steengoed Arena, Maaseik Durata: 1h:42 - Spettatori: 1 820      | Maaseik          | 0 - 3 | ACH Volley       | 17-25, 32-34, 25-27              |

##### Classifica
| Pos. | Squadra          | Pt | G | V | P | SV | SP | Ratio | PF  | PS  | Ratio |
| ---- | ---------------- | -- | - | - | - | -- | -- | ----- | --- | --- | ----- |
| 1.   | Projekt Warszawa | 18 | 6 | 6 | 0 | 18 | 2  | 9,000 | 497 | 393 | 1,265 |
| 2.   | Charlottenburg   | 12 | 6 | 4 | 2 | 13 | 8  | 1,625 | 499 | 467 | 1,069 |
| 3.   | ACH Volley       | 4  | 6 | 1 | 5 | 7  | 15 | 0,467 | 477 | 531 | 0,898 |
| 4.   | Maaseik          | 2  | 6 | 1 | 5 | 4  | 17 | 0,235 | 437 | 519 | 0,842 |

      Qualificata ai quarti di finale.
      Qualificata ai play-off.
      Qualificata ai quarti di finale di Coppa CEV.

#### Girone B

##### Risultati
| 14 novembre 2024 Arena di Monza, Monza Durata: 2h:14 - Spettatori: 1 310            | Milano     | 3 - 2 | Olympiakos | 20-25, 25-20, 26-28, 25-23, 15-8  |
| 13 novembre 2024 Volksbank-Arena, Hildesheim Durata: 1h:31 - Spettatori: 2 450      | Giesen     | 0 - 3 | Fenerbahçe | 23-25, 23-25, 22-25               |
| 20 novembre 2024 Burhan Felek Spor Salonu, Istanbul Durata: 1h:20 - Spettatori: 560 | Fenerbahçe | 0 - 3 | Milano     | 23-25, 20-25, 23-25               |
| 20 novembre 2024 AK Melina Merkourī, Rentis Durata: 1h:55 - Spettatori: 1 120       | Olympiakos | 3 - 1 | Giesen     | 25-21, 24-26, 25-16, 26-24        |
| 3 dicembre 2024 Volksbank-Arena, Hildesheim Durata: 1h:57 - Spettatori: 1 951       | Giesen     | 2 - 3 | Milano     | 16-25, 25-22, 22-25, 25-21, 9-15  |
| 5 dicembre 2024 AK Melina Merkourī, Rentis Durata: 2h:23 - Spettatori: 1 800        | Olympiakos | 2 - 3 | Fenerbahçe | 25-16, 14-25, 19-25, 37-35, 8-15  |
| 17 dicembre 2024 Arena di Monza, Monza Durata: 2h:06 - Spettatori: 1 291            | Milano     | 3 - 1 | Fenerbahçe | 25-23, 25-21, 23-25, 25-20        |
| 18 dicembre 2024 Volksbank-Arena, Hildesheim Durata: 1h:22 - Spettatori: 1 956      | Giesen     | 0 - 3 | Olympiakos | 20-25, 23-25, 19-25               |
| 16 gennaio 2025 AK Melina Merkourī, Rentis Durata: 2h:06 - Spettatori: 2 010        | Olympiakos | 3 - 1 | Milano     | 26-24, 26-24, 22-25, 25-21        |
| 15 gennaio 2025 Burhan Felek Spor Salonu, Istanbul Durata: 2h:05 - Spettatori: 318  | Fenerbahçe | 1 - 3 | Giesen     | 30-28, 23-25, 25-27, 21-25        |
| 29 gennaio 2025 Arena di Monza, Monza Durata: 1h:53 - Spettatori: 400               | Milano     | 3 - 1 | Giesen     | 23-25, 25-22, 25-19, 25-22        |
| 29 gennaio 2025 Burhan Felek Spor Salonu, Istanbul Durata: 2h:07 - Spettatori:      | Fenerbahçe | 2 - 3 | Olympiakos | 25-27, 25-22, 25-20, 25-27, 15-17 |

##### Classifica
| Pos. | Squadra    | Pt | G | V | P | SV | SP | Ratio | PF  | PS  | Ratio |
| ---- | ---------- | -- | - | - | - | -- | -- | ----- | --- | --- | ----- |
| 1.   | Milano     | 13 | 6 | 5 | 1 | 16 | 9  | 1,778 | 584 | 543 | 1,076 |
| 2.   | Olympiakos | 13 | 6 | 4 | 2 | 16 | 10 | 1,600 | 594 | 585 | 1,015 |
| 3.   | Fenerbahçe | 6  | 6 | 2 | 4 | 10 | 14 | 0,714 | 560 | 562 | 0,996 |
| 4.   | Giesen     | 4  | 6 | 1 | 5 | 7  | 16 | 0,438 | 507 | 555 | 0,914 |

      Qualificata ai quarti di finale.
      Qualificata ai play-off.
      Qualificata ai quarti di finale di Coppa CEV.

#### Girone C

##### Risultati
| 13 novembre 2024 Arena Sosnowiec, Sosnowiec Durata: 1h:10 - Spettatori: 2 640        | Warta Zawiercie    | 3 - 0 | Tirol              | 25-21, 25-19, 25-16               |
| 13 novembre 2024 Palalido, Milano Durata: 2h:24 - Spettatori: 1 024                  | Powervolley Milano | 3 - 2 | Roeselare          | 21-25, 21-25, 25-23, 25-22, 16-14 |
| 21 novembre 2024 Tomabelhal, Roeselare Durata: 1h:34 - Spettatori: 1 975             | Roeselare          | 0 - 3 | Warta Zawiercie    | 17-25, 23-25, 23-25               |
| 20 novembre 2024 Universitätssporthalle, Innsbruck Durata: 1h:38 - Spettatori: 1 100 | Tirol              | 1 - 3 | Powervolley Milano | 18-25, 23-25, 25-21, 20-25        |
| 3 dicembre 2024 PalaPiantanida, Busto Arsizio Durata: 2h:08 - Spettatori: 1 191      | Powervolley Milano | 2 - 3 | Warta Zawiercie    | 25-17, 20-25, 24-26, 25-19, 12-15 |
| 4 dicembre 2024 Universitätssporthalle, Innsbruck Durata: 2h:07 - Spettatori: 800    | Tirol              | 2 - 3 | Roeselare          | 25-21, 25-23, 27-29, 16-25, 10-15 |
| 18 dicembre 2024 Arena Sosnowiec, Sosnowiec Durata: 1h:13 - Spettatori: 2 950        | Warta Zawiercie    | 3 - 0 | Roeselare          | 25-20, 25-19, 25-18               |
| 18 dicembre 2024 Palalido, Milano Durata: 1h:27 - Spettatori: 1 221                  | Powervolley Milano | 3 - 0 | Tirol              | 25-19, 32-30, 26-24               |
| 14 gennaio 2025 Olympiahalle, Innsbruck Durata: 1h:23 - Spettatori: 1 017            | Tirol              | 0 - 3 | Warta Zawiercie    | 30-32, 13-25, 14-25               |
| 16 gennaio 2025 Tomabelhal, Roeselare Durata: 1h:12 - Spettatori: 2 000              | Roeselare          | 0 - 3 | Powervolley Milano | 17-25, 18-25, 20-25               |
| 29 gennaio 2025 Arena Sosnowiec, Sosnowiec Durata: 1h:20 - Spettatori: 3 052         | Warta Zawiercie    | 3 - 0 | Powervolley Milano | 25-22, 25-21, 25-19               |
| 29 gennaio 2025 Tomabelhal, Roeselare Durata: 1h:17 - Spettatori: 1 780              | Roeselare          | 3 - 0 | Tirol              | 25-20, 27-25, 25-15               |

##### Classifica
| Pos. | Squadra            | Pt | G | V | P | SV | SP | Ratio | PF  | PS  | Ratio |
| ---- | ------------------ | -- | - | - | - | -- | -- | ----- | --- | --- | ----- |
| 1.   | Warta Zawiercie    | 17 | 6 | 6 | 0 | 18 | 2  | 9,000 | 484 | 401 | 1,207 |
| 2.   | Powervolley Milano | 12 | 6 | 4 | 2 | 14 | 9  | 1,556 | 530 | 500 | 1,060 |
| 3.   | Roeselare          | 6  | 6 | 2 | 4 | 8  | 14 | 0,571 | 474 | 496 | 0,956 |
| 4.   | Tirol              | 1  | 6 | 0 | 6 | 3  | 18 | 0,167 | 435 | 526 | 0,827 |

      Qualificata ai quarti di finale.
      Qualificata ai play-off.
      Qualificata ai quarti di finale di Coppa CEV.

#### Girone D

##### Risultati
| 13 novembre 2024 PalaEvangelisti, Perugia Durata: 1h:21 - Spettatori: 3 000         | Sir Safety Perugia | 3 - 0 | České Budějovice   | 25-16, 25-23, 25-22               |
| 13 novembre 2024 Başkent Voleybol Salonu, Ankara Durata: 2h:41 - Spettatori: 2 100  | Halkbank           | 2 - 3 | Saint-Nazaire      | 22-25, 30-28, 25-18, 20-25, 24-26 |
| 19 novembre 2024 Salle La Soucoupe, Saint-Nazaire Durata: 1h:20 - Spettatori: 2 006 | Saint-Nazaire      | 0 - 3 | Sir Safety Perugia | 17-25, 20-25, 13-25               |
| 20 novembre 2024 Sportovní Hala, České Budějovice Durata: 1h:51 - Spettatori: 2 068 | České Budějovice   | 1 - 3 | Halkbank           | 18-25, 25-22, 22-25, 15-25        |
| 4 dicembre 2024 Başkent Voleybol Salonu, Ankara Durata: 1h:26 - Spettatori: 5 000   | Halkbank           | 0 - 3 | Sir Safety Perugia | 20-25, 27-29, 23-25               |
| 4 dicembre 2024 Sportovní Hala, České Budějovice Durata: 1h:57 - Spettatori: 1 352  | České Budějovice   | 1 - 3 | Saint-Nazaire      | 23-25, 21-25, 25-18, 17-25        |
| 19 dicembre 2024 PalaEvangelisti, Perugia Durata: 1h:32 - Spettatori: 2 966         | Sir Safety Perugia | 3 - 0 | Saint-Nazaire      | 25-21, 25-23, 25-23               |
| 18 dicembre 2024 Başkent Voleybol Salonu, Ankara Durata: 1h:17 - Spettatori: 1 240  | Halkbank           | 3 - 0 | České Budějovice   | 25-21, 25-23, 25-18               |
| 16 gennaio 2025 Sportovní Hala, České Budějovice Durata: 1h:34 - Spettatori: 2 500  | České Budějovice   | 0 - 3 | Sir Safety Perugia | 25-27, 22-25, 16-25               |
| 15 gennaio 2025 Salle La Soucoupe, Saint-Nazaire Durata: 2h:07 - Spettatori: 1 900  | Saint-Nazaire      | 2 - 3 | Halkbank           | 20-25, 25-18, 25-20, 23-25, 11-15 |
| 29 gennaio 2025 PalaEvangelisti, Perugia Durata: 2h:07 - Spettatori: 3 107          | Sir Safety Perugia | 2 - 3 | Halkbank           | 26-28, 25-14, 25-15, 18-25, 12-15 |
| 29 gennaio 2025 Salle La Soucoupe, Saint-Nazaire Durata: 1h:27 - Spettatori: 1 725  | Saint-Nazaire      | 3 - 0 | České Budějovice   | 25-19, 25-18, 25-18               |

##### Classifica
| Pos. | Squadra            | Pt | G | V | P | SV | SP | Ratio | PF  | PS  | Ratio |
| ---- | ------------------ | -- | - | - | - | -- | -- | ----- | --- | --- | ----- |
| 1.   | Sir Safety Perugia | 16 | 6 | 5 | 1 | 17 | 3  | 5,667 | 487 | 408 | 1,194 |
| 2.   | Halkbank           | 11 | 6 | 4 | 2 | 14 | 11 | 1,273 | 563 | 553 | 1,018 |
| 3.   | Saint-Nazaire      | 9  | 6 | 3 | 3 | 11 | 12 | 0,917 | 511 | 515 | 0,992 |
| 4.   | České Budějovice   | 0  | 6 | 0 | 6 | 2  | 18 | 0,111 | 407 | 492 | 0,827 |

      Qualificata ai quarti di finale.
      Qualificata ai play-off.

#### Girone E

##### Risultati
| 13 novembre 2024 Hala Sportowa, Jastrzębie-Zdrój Durata: 1h:05 - Spettatori: 2 718  | Jastrzębski Węgiel | 3 - 0 | Levski Sofia       | 25-17, 25-18, 25-17               |
| 13 novembre 2024 LKH Arena, Luneburgo Durata: 2h:02 - Spettatori: 2 476             | Lüneburg           | 3 - 2 | Chaumont           | 17-25, 23-25, 26-24, 25-19, 15-13 |
| 20 novembre 2024 Palestra Chaumont, Chaumont Durata: 1h:13 - Spettatori: 1 871      | Chaumont           | 0 - 3 | Jastrzębski Węgiel | 23-25, 18-25, 20-25               |
| 20 novembre 2024 Sportna zala Levski Sofia, Sofia Durata: 1h:50 - Spettatori: 1 700 | Levski Sofia       | 1 - 3 | Lüneburg           | 28-26, 15-25, 24-26, 21-25        |
| 4 dicembre 2024 LKH Arena, Luneburgo Durata: 1h:48 - Spettatori: 2 645              | Lüneburg           | 1 - 3 | Jastrzębski Węgiel | 26-24, 19-25, 19-25, 23-25        |
| 4 dicembre 2024 Sportna zala Levski Sofia, Sofia Durata: 2h:03 - Spettatori: 1 250  | Levski Sofia       | 3 - 2 | Chaumont           | 22-25, 21-25, 26-24, 25-19, 15-12 |
| 18 dicembre 2024 Hala Sportowa, Jastrzębie-Zdrój Durata: 1h:54 - Spettatori: 2 612  | Jastrzębski Węgiel | 3 - 1 | Chaumont           | 25-20, 24-26, 25-23, 32-30        |
| 18 dicembre 2024 LKH Arena, Luneburgo Durata: 1h:20 - Spettatori: 2 848             | Lüneburg           | 3 - 0 | Levski Sofia       | 25-22, 28-26, 25-22               |
| 16 gennaio 2025 Sportna zala Levski Sofia, Sofia Durata: 1h:56 - Spettatori: 1 700  | Levski Sofia       | 2 - 3 | Jastrzębski Węgiel | 21-25, 25-23, 22-25, 28-26, 12-15 |
| 16 gennaio 2025 Palestra Chaumont, Chaumont Durata: 1h:21 - Spettatori: 1 357       | Chaumont           | 3 - 0 | Lüneburg           | 25-21, 25-17, 25-22               |
| 29 gennaio 2025 Hala Sportowa, Jastrzębie-Zdrój Durata: 1h:10 - Spettatori: 2 303   | Jastrzębski Węgiel | 3 - 0 | Lüneburg           | 25-16, 25-20, 25-21               |
| 29 gennaio 2025 Palestra Chaumont, Chaumont Durata: 1h:15 - Spettatori: 1 157       | Chaumont           | 3 - 0 | Levski Sofia       | 27-25, 25-17, 26-24               |

##### Classifica
| Pos. | Squadra            | Pt | G | V | P | SV | SP | Ratio | PF  | PS  | Ratio |
| ---- | ------------------ | -- | - | - | - | -- | -- | ----- | --- | --- | ----- |
| 1.   | Jastrzębski Węgiel | 17 | 6 | 6 | 0 | 18 | 4  | 4,500 | 544 | 464 | 1,172 |
| 2.   | Lüneburg           | 8  | 6 | 3 | 3 | 10 | 12 | 0,833 | 490 | 513 | 0,955 |
| 3.   | Chaumont           | 8  | 6 | 2 | 4 | 11 | 12 | 0,917 | 524 | 522 | 1,004 |
| 4.   | Levski Sofia       | 3  | 6 | 1 | 5 | 6  | 17 | 0,353 | 493 | 552 | 0,893 |

      Qualificata ai quarti di finale.
      Qualificata ai play-off.
      Qualificata ai quarti di finale di Coppa CEV.

#### Classifica generale
| Pos. | Squadra            | Pt | G | V | P | SV | SP | Ratio | PF  | PS  | Ratio |
| ---- | ------------------ | -- | - | - | - | -- | -- | ----- | --- | --- | ----- |
| 1A.  | Projekt Warszawa   | 18 | 6 | 6 | 0 | 18 | 2  | 9,000 | 497 | 393 | 1,265 |
| 1C.  | Warta Zawiercie    | 17 | 6 | 6 | 0 | 18 | 2  | 9,000 | 484 | 401 | 1,207 |
| 1E.  | Jastrzębski Węgiel | 17 | 6 | 6 | 0 | 18 | 4  | 4,500 | 544 | 464 | 1,172 |
| 1D.  | Sir Safety Perugia | 16 | 6 | 5 | 1 | 17 | 3  | 5,667 | 487 | 408 | 1,194 |
| 1B.  | Milano             | 13 | 6 | 5 | 1 | 16 | 9  | 1,778 | 584 | 543 | 1,076 |
|      |                    |    |   |   |   |    |    |       |     |     |       |
| 2B.  | Olympiakos         | 13 | 6 | 4 | 2 | 16 | 10 | 1,600 | 594 | 585 | 1,015 |
| 2A.  | Charlottenburg     | 12 | 6 | 4 | 2 | 13 | 8  | 1,625 | 499 | 467 | 1,069 |
| 2C.  | Powervolley Milano | 12 | 6 | 4 | 2 | 14 | 9  | 1,556 | 530 | 500 | 1,060 |
| 2D.  | Halkbank           | 11 | 6 | 4 | 2 | 14 | 11 | 1,273 | 563 | 553 | 1,018 |
| 2E.  | Lüneburg           | 8  | 6 | 3 | 3 | 10 | 12 | 0,833 | 490 | 513 | 0,955 |
|      |                    |    |   |   |   |    |    |       |     |     |       |
| 3D.  | Saint-Nazaire      | 9  | 6 | 3 | 3 | 11 | 12 | 0,917 | 511 | 515 | 0,992 |
| 3E.  | Chaumont           | 8  | 6 | 2 | 4 | 11 | 12 | 0,917 | 524 | 522 | 1,004 |
| 3B.  | Fenerbahçe         | 6  | 6 | 2 | 4 | 10 | 14 | 0,714 | 560 | 562 | 0,996 |
| 3C.  | Roeselare          | 6  | 6 | 2 | 4 | 8  | 14 | 0,571 | 474 | 496 | 0,956 |
| 3A.  | ACH Volley         | 4  | 6 | 1 | 5 | 7  | 15 | 0,467 | 477 | 531 | 0,898 |
|      |                    |    |   |   |   |    |    |       |     |     |       |
| 4B.  | Giesen             | 4  | 6 | 1 | 5 | 7  | 16 | 0,438 | 507 | 555 | 0,914 |
| 4E.  | Levski Sofia       | 3  | 6 | 1 | 5 | 6  | 17 | 0,353 | 493 | 552 | 0,893 |
| 4A.  | Maaseik            | 2  | 6 | 1 | 5 | 4  | 17 | 0,235 | 437 | 519 | 0,842 |
| 4C.  | Tirol              | 1  | 6 | 0 | 6 | 3  | 18 | 0,167 | 435 | 526 | 0,827 |
| 4D.  | České Budějovice   | 0  | 6 | 0 | 6 | 2  | 18 | 0,111 | 407 | 492 | 0,827 |

      Qualificata ai quarti di finale.
      Qualificata ai play-off.
      Qualificata ai quarti di finale di Coppa CEV.

### Fase a eliminazione diretta

#### Tabellone
|  | Play-off | Play-off           | Play-off | Play-off |  |  | Quarti di finale | Quarti di finale   | Quarti di finale | Quarti di finale |   |  | Semifinali | Semifinali         | Semifinali |                    |   | Finale          | Finale             | Finale          |  |
|  |          |                    |          |          |  |  |                  |                    |                  |                  |   |  |            |                    |            |                    |   |                 |                    |                 |  |
|  | 3D       | Saint-Nazaire      | 1        | 1        |  |  |                  |                    |                  |                  |   |  |            |                    |            |                    |   |                 |                    |                 |  |
|  | 2B       | Olympiakos         | 3        | 3        |  |  | 2B               | Olympiakos         | 3                | 0                |   |  |            |                    |            |                    |   |                 |                    |                 |  |
|  |          |                    |          |          |  |  | 1B               | Jastrzębski Węgiel | 2                | 3                |   |  |            |                    |            |                    |   |                 |                    |                 |  |
|  |          |                    |          |          |  |  |                  |                    |                  |                  |   |  | 1B         | Jastrzębski Węgiel | 2          |                    |   |                 |                    |                 |  |
|  | 2E       | Lüneburg           | 3        | 215      |  |  |                  |                    | 1A               | Warta Zawiercie  | 3 |  |            |                    |            |                    |   |                 |                    |                 |  |
|  | 2A       | Charlottenburg     | 2        | 313      |  |  | 2E               | Lüneburg           | 0                | 1                |   |  |            |                    |            |                    |   |                 |                    |                 |  |
|  |          |                    |          |          |  |  | 1A               | Warta Zawiercie    | 3                | 3                |   |  |            |                    |            |                    |   |                 |                    |                 |  |
|  |          |                    |          |          |  |  |                  |                    |                  |                  |   |  | 1A         | Warta Zawiercie    | 2          |                    |   |                 |                    |                 |  |
|  |          |                    |          |          |  |  |                  |                    |                  |                  |   |  |            |                    | 1D         | Sir Safety Perugia | 3 |                 |                    |                 |  |
|  |          |                    |          |          |  |  | 1C               | Milano             | 1                | 1                |   |  |            |                    |            |                    |   |                 |                    |                 |  |
|  |          |                    |          |          |  |  | 1D               | Sir Safety Perugia | 3                | 3                |   |  |            |                    |            |                    |   |                 |                    |                 |  |
|  |          |                    |          |          |  |  |                  |                    |                  |                  |   |  | 1D         | Sir Safety Perugia | 3          |                    |   | Finale 3º posto | Finale 3º posto    | Finale 3º posto |  |
|  | 2B       | Halkbank           | 3        | 115      |  |  |                  |                    | 2B               | Halkbank         | 0 |  |            |                    |            |                    |   |                 |                    |                 |  |
|  | 2E       | Powervolley Milano | 1        | 313      |  |  | 2B               | Halkbank           | 3                | 015              |   |  |            |                    |            |                    |   | 1B              | Jastrzębski Węgiel | 3               |  |
|  |          |                    |          |          |  |  | 1E               | Projekt Warszawa   | 1                | 312              |   |  | 2B         | Halkbank           | 1          |                    |   |                 |                    |                 |  |

#### Risultati

##### Play-off

###### Andata
| 12 febbraio 2025 Salle La Soucoupe, Saint-Nazaire Durata: 1h:58 - Spettatori: 1 796 | Saint-Nazaire | 1 - 3 | Olympiakos         | 25-20, 20-25, 21-25, 23-25        |
| 12 febbraio 2025 LKH Arena, Luneburgo Durata: 2h:26 - Spettatori: 3 018             | Lüneburg      | 3 - 2 | Charlottenburg     | 25-19, 23-25, 25-23, 24-26, 27-25 |
| 12 febbraio 2025 Başkent Voleybol Salonu, Ankara Durata: 2h:07 - Spettatori: 2 350  | Halkbank      | 3 - 1 | Powervolley Milano | 25-27, 25-16, 25-21, 33-31        |

###### Ritorno
| 27 febbraio 2025 AK Melina Merkourī, Rentis Durata: 1h:51 - Spettatori: 1 980    | Olympiakos         | 3 - 1 | Saint-Nazaire | 25-19, 18-25, 25-23, 25-21                          |
| 26 febbraio 2025 Max-Schmeling-Halle, Berlino Durata: 2h:38 - Spettatori: 5 211  | Charlottenburg     | 3 - 2 | Lüneburg      | 25-13, 23-25, 23-25, 27-25, 17-15 Golden set: 13-15 |
| 25 febbraio 2025 PalaPiantanida, Busto Arsizio Durata: 2h:22 - Spettatori: 1 311 | Powervolley Milano | 3 - 1 | Halkbank      | 25-16, 26-24, 23-25, 28-26 Golden set: 13-15        |

##### Quarti di finale

###### Andata
| 12 marzo 2025 AK Melina Merkourī, Rentis Durata: 2h:02 - Spettatori: 2 100      | Olympiakos | 3 - 2 | Jastrzębski Węgiel | 20-25, 21-25, 25-14, 25-20, 15-12 |
| 11 marzo 2025 LKH Arena, Luneburgo Durata: 1h:11 - Spettatori: 3 200            | Lüneburg   | 0 - 3 | Warta Zawiercie    | 15-25, 21-25, 14-25               |
| 11 marzo 2025 Arena di Monza, Monza Durata: 1h:59 - Spettatori: 3 124           | Milano     | 1 - 3 | Sir Safety Perugia | 25-19, 16-25, 17-25, 25-27        |
| 12 marzo 2025 Başkent Voleybol Salonu, Ankara Durata: 1h:34 - Spettatori: 1 070 | Halkbank   | 3 - 1 | Projekt Warszawa   | 25-20, 22-25, 25-15, 25-18        |

###### Ritorno
| 19 marzo 2025 Hala Sportowa, Jastrzębie-Zdrój Durata: 1h:09 - Spettatori: 3 112 | Jastrzębski Węgiel | 3 - 0 | Olympiakos | 25-21, 25-21, 25-19                   |
| 18 marzo 2025 Arena Sosnowiec, Sosnowiec Durata: 1h:42 - Spettatori: 3 300      | Warta Zawiercie    | 3 - 1 | Lüneburg   | 25-19, 25-19, 23-25, 25-20            |
| 20 marzo 2025 PalaEvangelisti, Perugia Durata: 1h:55 - Spettatori: 3 465        | Sir Safety Perugia | 3 - 1 | Milano     | 25-18, 23-25, 25-14, 31-29            |
| 19 marzo 2025 Hala Torwar, Varsavia Durata: 1h:38 - Spettatori: 4 416           | Projekt Warszawa   | 3 - 0 | Halkbank   | 25-20, 25-19, 25-20 Golden set: 12-15 |

##### Semifinali
| 17 maggio 2025 Atlas Arena, Łódź Durata: 2h:24 - Spettatori: 8 284 | Jastrzębski Węgiel | 2 - 3 | Warta Zawiercie | 25-19, 25-18, 20-25, 19-25, 20-22 |
| 16 maggio 2025 Atlas Arena, Łódź Durata: 1h:37 - Spettatori: 4 884 | Sir Safety Perugia | 3 - 0 | Halkbank        | 25-23, 25-23, 25-22               |

##### Finale 3º posto
| 18 maggio 2025 Atlas Arena, Łódź Durata: 1h:53 - Spettatori: 8 448 | Jastrzębski Węgiel | 3 - 1 | Halkbank | 25-22, 26-24, 20-25, 25-18 |

##### Finale
| 18 maggio 2025 Atlas Arena, Łódź Durata: 2h:44 - Spettatori: 10 810 | Warta Zawiercie | 2 - 3 | Sir Safety Perugia | 22-25, 22-25, 25-20, 25-22, 10-15 |

## Premi individuali
| Premio                | Nome             | Squadra            |
| --------------------- | ---------------- | ------------------ |
| MVP                   | Simone Giannelli | Sir Safety Perugia |
| Miglior palleggiatore | Simone Giannelli | Sir Safety Perugia |
| Miglior opposto       | Wassim Ben Tara  | Sir Safety Perugia |
| Miglior schiacciatore | Tomasz Fornal    | Jastrzębski Węgiel |
| Miglior schiacciatore | Oleh Plotnyc'kyj | Sir Safety Perugia |
| Miglior centrale      | Anton Brehme     | Jastrzębski Węgiel |
| Miglior centrale      | Mateusz Bieniek  | Warta Zawiercie    |
| Miglior libero        | Luke Perry       | Warta Zawiercie    |

## Statistiche
| Rendimento individuale | Rendimento individuale  | Rendimento individuale | Rendimento individuale |
| Pos.                   | Nome                    | Punti                  | Squadra                |
| ---------------------- | ----------------------- | ---------------------- | ---------------------- |
| 1                      | Aleksandar Atanasijević | 252                    | Olympiakos             |
| 2                      | Marek Šotola            | 234                    | Halkbank               |
| 3                      | John Perrin             | 213                    | Olympiakos             |
| 4                      | Jake Hanes              | 201                    | Charlottenburg         |
| 5                      | Dick Kooy               | 164                    | Halkbank               |
| 6                      | Xander Ketrzynski       | 163                    | Lüneburg               |
| 7                      | Alen Pajenk             | 162                    | Olympiakos             |
| 8                      | Tomasz Fornal           | 159                    | Jastrzębski Węgiel     |
| 9                      | Ferre Reggers           | 150                    | Powervolley Milano     |
| 10                     | Kyle Hobus              | 139                    | Tirol                  |
| 10                     | Yūki Ishikawa           | 139                    | Sir Safety Perugia     |

| Attacchi vincenti | Attacchi vincenti       | Attacchi vincenti | Attacchi vincenti  |
| Pos.              | Nome                    | Punti             | Squadra            |
| ----------------- | ----------------------- | ----------------- | ------------------ |
| 1                 | Aleksandar Atanasijević | 208               | Olympiakos         |
| 2                 | Marek Šotola            | 207               | Halkbank           |
| 3                 | John Perrin             | 186               | Olympiakos         |
| 4                 | Jake Hanes              | 177               | Charlottenburg     |
| 5                 | Xander Ketrzynski       | 144               | Lüneburg           |
| 6                 | Dick Kooy               | 136               | Halkbank           |
| 7                 | Tomasz Fornal           | 133               | Jastrzębski Węgiel |
| 8                 | Yūki Ishikawa           | 129               | Sir Safety Perugia |
| 9                 | Ferre Reggers           | 127               | Powervolley Milano |
| 10                | Niklas Kronthaler       | 123               | Tirol              |

| Muri vincenti | Muri vincenti  | Muri vincenti | Muri vincenti      |
| Pos.          | Nome           | Punti         | Squadra            |
| ------------- | -------------- | ------------- | ------------------ |
| 1             | Pedro Frances  | 30            | Tirol              |
| 1             | Alen Pajenk    | 30            | Olympiakos         |
| 3             | Mitar Đurić    | 29            | Olympiakos         |
| 4             | Simon Torwie   | 28            | Lüneburg           |
| 5             | Norbert Huber  | 27            | Jastrzębski Węgiel |
| 6             | Agustín Loser  | 26            | Sir Safety Perugia |
| 7             | Taylor Averill | 20            | Milano             |
| 7             | Anton Brehme   | 20            | Jastrzębski Węgiel |
| 7             | Micah Maʻa     | 20            | Halkbank           |
| 10            | Sebastián Solé | 18            | Sir Safety Perugia |

| Battute vincenti | Battute vincenti        | Battute vincenti | Battute vincenti |
| Pos.             | Nome                    | Punti            | Squadra          |
| ---------------- | ----------------------- | ---------------- | ---------------- |
| 1                | Aleksandar Atanasijević | 33               | Olympiakos       |
| 2                | Dick Kooy               | 19               | Halkbank         |
| 3                | Alen Pajenk             | 18               | Olympiakos       |
| 4                | Venislav Antov          | 17               | Levski Sofia     |
| 4                | Jurij Hladyr            | 17               | Warta Zawiercie  |
| 6                | Basil Dermaux           | 16               | Roeselare        |
| 6                | Yoandy Leal             | 16               | Halkbank         |
| 6                | Micah Maʻa              | 16               | Halkbank         |
| 9                | Karol Butryn            | 15               | Warta Zawiercie  |
| 9                | Jake Hanes              | 15               | Charlottenburg   |